# Cryptochironomus convergentus
Cryptochironomus convergentus är en tvåvingeart som först beskrevs av Greze 1951.  Cryptochironomus convergentus ingår i släktet Cryptochironomus och familjen fjädermyggor. Inga underarter finns listade i Catalogue of Life.